# Monika Arenbergerová
Monika Arenbergerová (* 25. ledna 1971 Praha) je česká lékařka, profesorka dermatovenerologie přednášející na 3. lékařské fakultě Univerzity Karlovy. Jejím manželem je lékař a bývalý ministr zdravotnictví Petr Arenberger.

## Lékařská kariéra
Po absolvování 1. lékařské fakulty Univerzity Karlovy v Praze v roce 1996, pokračovala postgraduálním studiem biochemie na Ústavu biochemie a experimentální onkologie 1. LF UK, kde se věnovala výzkumu regulace buněčného cyklu u melanomu. Roku 1998 odjela na šestiměsíční stipendijní pobyt do Ústavu Maxe Plancka pro molekulární genetiku v Berlíně. V německé metropoli setrvala až do roku 2002, když přijala místo odborné asistentky na Kožní klinice a poliklinice pro dermatologii na Svobodné univerzitě Berlín pod vedením profesora Orfanose. Roku 2000 obdržela na berlínské univerzitě německý doktorát Dr. med.
Od roku 2001 působí na Dermatovenerologické klinice Fakultní nemocnice Královské Vinohrady, na níž se v daném akademickém roce stal přednostou Petr Arenberger. V roce 2002 obhájila disertační práci na téma „Regulace apoptózy u maligního melanomu“ a obdržela titul Ph.D. Na 3. lékařské fakultě Univerzity Karlovy se v únoru 2018 stala proděkankou pro zahraniční a vnější vztahy. Je předsedkyní Společnosti korektivní a estetické dermatologie České lékařské společnosti Jana Evangelisty Purkyně. V červnu 2022 byla jmenována profesorkou pro obor dermatovenerologie na Univerzitě Karlově.

## Soukromý život
Otec je jaderný chemik. V roce 1989 se zúčastnila 24členného ostravského finále soutěže krásy Miss Československo, do něhož postoupila z krajského kola jako vicemiss Prahy.
S dermatovenerologem Petrem Arenbergerem, za něhož se provdala, se seznámila na berlínském kongresu. Do manželství se narodily dcery Simona a Nicol Arenbergerovy.

## Ocenění
- 2. místo v soutěži vědeckých prací na Svobodné univerzitě Berlín, téma „Rezistence k Fas-indukované apoptóze je způsobena defektním uvolňováním cytochromu c z mitochondrie“[2]
- 1. místo na vědecké konferenci postgraduálních studentů v Praze, téma „Apoptóza u maligního melanomu“[2]
- Cena profesora Trapla za nejlepší vědeckou práci v oboru z roku 2001[2]
- Stříbrná pamětní medaile Univerzity Karlovy (25. února 2021).[7]